# Nyctemera quadriplaga
Nyctemera quadriplaga là một loài bướm đêm thuộc phân họ Arctiinae, họ Erebidae.